# Mikania ternata
Mikania ternata é uma espécie de planta do gênero Mikania e da família Asteraceae. 

## Taxonomia
A espécie foi descrita em 1911 por Benjamin Lincoln Robinson. 
Os seguintes sinônimos já foram catalogados:  
- Mikania apiifolia  DC.
- Mikania dentata  Spreng.

## Forma de vida
É uma espécie terrícola e trepadeira. 

## Conservação
A espécie faz parte da Lista Vermelha das espécies ameaçadas do estado do Espírito Santo, no sudeste do Brasil. A lista foi publicada em 13 de junho de 2005 por intermédio do decreto estadual nº 1.499-R. 

## Distribuição
A espécie é encontrada nos estados brasileiros de Bahia, Ceará, Espírito Santo, Minas Gerais, Paraná, Rio de Janeiro, Rio Grande do Sul, Santa Catarina e São Paulo. 
A espécie é encontrada nos  domínios fitogeográficos de Cerrado, Mata Atlântica e Pampa, em regiões com vegetação de cerrado, mata ciliar, floresta ombrófila pluvial, mata de araucária e restinga.